# تو را از خاطر نخواهم برد
« تو را از خاطر نخواهم برد» (به فرانسوی: Je ne vous oublie pas) تک‌آهنگی فرانسوی از هنرمند اهل کانادا سلین دیون است که در ۱۰ اکتبر ۲۰۰۵ منتشر شد.